# Sågtjärnen (Skorpeds socken, Ångermanland, 703200-158404)
Sågtjärnen är en sjö i Örnsköldsviks kommun i Ångermanland och ingår i Nätraåns huvudavrinningsområde.